# Porto da Beira
O Porto da Beira é um porto moçambicano localizado na cidade de Beira, capital da província de Sofala. Encontra-se na  baía de Sofala, que forma um enorme complexo com a foz do Púnguè, conhecido como estuário da Beira, defronte ao Canal de Moçambique.
O porto pertence ao governo moçambicano, sendo este o responsável por sua administração por meio da empresa pública Portos e Caminhos de Ferro de Moçambique (CFM). A CFM detém a licença de operação dos terminais para carga e descarga, além de terminal de passageiros.
Junto aos portos de Maputo-Matola (Maputo), Nacala (Nampula), Quelimane (Zambézia) e Pemba (Cabo Delgado), formam os maiores complexos portuários do país. É o maior porto do centro do país, além de ser especializado em exportação de cargas minerais.
O Porto da Beira compreende dois cais, com profundidade ao longo dos mesmos variando entre 8 e 12 metros; o acesso é feito através do "canal de Macuti" no qual, em condições normais, está devidamente dragado e convenientemente balizado permitindo uma navegabilidade durante 24 horas por dia. A navegação noturna é permitida para navios com calado máximo de 7 metros e não superiores a 140 metros de comprimento devido às restrições da curva do canal de Macuti. Mucuti tem uma largura mínima de 60 metros e máxima de 200 metros, um comprimento de 31 Km e uma profundidade de cerca de 11 metros.
O porto é o terminal de duas linhas ferroviárias — Beira-Bulavaio (ou Machipanda) e Sena —, escoando produtos do Maláui e Zimbábue. Outra ligação de escoamento importante é feita pela Rodovia Transafricana 9. É parte fundamental do complexo logístico do "Corredor da Beira".